# Championnats d'Afrique de tir
Les Championnats d'Afrique de tir sont des championnats d'Afrique voyant s'affronter les meilleurs tireurs sportifs africains. La compétition est organisée par la Fédération africaine de tir sportif. La première édition a eu lieu en 1984 à Tunis, en Tunisie. Les épreuves féminines sont intégrées à partir de 1995.

## Éditions
| Année | Ville hôte                    | Pays           |
| ----- | ----------------------------- | -------------- |
| 1984  | Tunis                         | Tunisie        |
| 1987  | Le Caire                      | Égypte         |
| 1993  | Bloemfontein                  | Afrique du Sud |
| 1995  | Le Caire                      | Égypte         |
| 1997  | Bloemfontein                  | Afrique du Sud |
| 1999  | Le Caire                      | Égypte         |
| 2003  | Pretoria                      | Afrique du Sud |
| 2007  | Le Caire                      | Égypte         |
| 2010  | Tipaza                        | Algérie        |
| 2011  | Le Caire Salé (skeet et trap) | Égypte Maroc   |
| 2014  | Le Caire                      | Égypte         |
| 2015  | Le Caire                      | Égypte         |
| 2017  | Le Caire                      | Égypte         |
| 2019  | Tipaza                        | Algérie        |
| 2022  | Béni Khalled                  | Tunisie        |
| 2023  | Le Caire                      | Égypte         |